# Майкл Фашем
Майкл Джон Роберт Фашем, ЛКТ (нар. 29 травня 1942 — пом. 7 червня 2008) — британський океанограф і спеціаліст з моделювання екосистем. Він найбільш відомий своєю піонерською роботою в розробці моделей екосистем планктону відкритого океану.

## Молодість і освіта
Фашем народився у 1942 році в Еджвері на півночі Лондона і навчався в гімназії Кілберна у Квінз-Парку. В Бірмінгемському університеті він спочатку вивчав фізику, здобувши свій перший ступінь у 1963 році, але перейшов до вивчення морської геології, в цій галузі він здобув докторський ступінь у 1968 році.

## Кар'єра
Після отримання докторського ступеня він приєднався до Національного інституту океанографії (НІО) у Вормлі та працював там та його подальших установах протягом усієї своєї кар'єри. Тут разом із колегами з НІО Фашем розробив одну з перших суднових комп'ютерних систем. Він також застосував свій досвід у статистиці до біогеографії планктону, галузі, яка тоді була переважно описовою. Це призвело до серії робіт про розподіл планктону, а також до розробки поточного флуориметра, який можна використовувати для вимірювання хлорофілу фітопланктону під час гідрографічних досліджень.

Діаграма моделі планктонної екосистеми відкритого океану Фашем, Даклоу та Мак-Келві (1990)

У 1980-х роках Фашем почав спрямовувати свої дослідження на кількісну обробку потоків енергії та матеріалу через ланцюг живлення океану. Ця робота призвела до розробки Фашемом та його колегами початкової моделі екосистеми планктону відкритого океану. Ця модель, іноді відома за ініціалами її авторів, «ФДК». Вона передбачає розподіл екосистеми планктону на сім компонентів, включно з фітопланктоном і зоопланктоном, і містить мікробну петлю для представлення ремінералізації. Це дослідження є одним із найбільш цитованих документів у своїй галузі. У 2010 році ця праця отримала нагороду Джона Мартіна від Американського товариства лімнології та океанографії. Подальша спільна робота з колегами з Прінстонського університету призвела до того, що модель екосистеми була однією з перших, яку застосували в моделі загальної циркуляції Північної Атлантики. У пізніших роботах Фашем продовжував вдосконалювати моделі екосистем, розглядаючи такі аспекти, як оптимізація параметрів, баланс автотрофного та гетеротрофного планктону, добову вертикальну міграцію та роль мікроелемента заліза в первинній продукції океану.
Фашем відігравав важливу роль у міжнародному спільному дослідженні глобальних океанських потоків, яке проводилося з 1987 по 2003 рік. Він працював у національному та міжнародному комітетах, а потім працював головою міжнародного комітету з 1998 по 2000 рік.

## Нагороди та відзнаки
У 2000 році Фашема обрали членом Лондонського королівського товариства (ЛКТ), у 2002 році він отримав медаль Товариства Челленджера на знак визнання його ролі в морській науці.

## Особисте життя
Хоча Фашем офіційно пішов на пенсію у 2002 році, він продовжив свої дослідження та викладання. Він помер у 2008 році після тривалої боротьби з раком.